# Jirishanca
Der Jirishanca ist ein 6094 m hoher Berg in den peruanischen Anden, der am Nordende der Cordillera Huayhuash gelegen ist. Seine prägnante Form, eine eisbedeckte Pyramide, lässt ihn optisch die höheren benachbarten Gipfel dominieren. Seiner Form wegen wird der Jirishanca auch „das Matterhorn Perus“ genannt. Sein indianischer Name lautet übersetzt „eisiger Kolibrischnabel“, was seine Form ebenfalls bildhaft beschreibt.

## Geschichte
Nach seiner ersten Kartografierung im Jahr 1939 durch eine Entdeckergruppe unter Leitung von Hans Kinzl wurden eine Reihe von Erstbesteigungen des sehr schwierigen Gipfels versucht. 
Am 16. November 1954 wurde eine Douglas DC-3 der Transporte Aéreo Militar - TAM Peru (FAP 403) in einer Höhe von 18.000 Fuß (knapp 5500 Metern) auf dem Weg von Pucallpa nach Lima am Jirishanca in eine Eiswand geflogen. Durch diesen CFIT (Controlled flight into terrain) wurden alle 24 Insassen getötet, drei Besatzungsmitglieder und 21 Passagiere. Das Wrack wurde erst am 4. Dezember 1954 gefunden.
Erst 1957 gelang es zwei Österreichern, Toni Egger und Siegfried Jungmeir, den Gipfel zu erklimmen. Von den seitdem nachfolgenden Versuchen waren nur sehr wenige erfolgreich. In den 1980er Jahren war das Gebiet für Bergsteiger fast völlig gesperrt, doch seit den 1990er Jahren werden vermehrt Besteigungsversuche unternommen.
2023 wurden die Kanadier Alik Berg und Quentin Roberts für die im Jahr zuvor erfolgte Erstbegehung des Südsüdostaufstiegs mit dem Piolet d’Or ausgezeichnet.